# 宮原運動公園
宮原運動公園（みやはらうんどうこうえん）とは、栃木県宇都宮市陽南四丁目にある宇都宮市が設置した運動公園である。

## 概要
1961年（昭和36年）9月に設置された。
開設から50年経過したことにより設備の老朽化が著しいこととともに、市民のニーズの変化により2017年11月より再整備事業に着手した。
- 野球場は解体の上、新築する。観客席は2,300席、ナイター設備は造らない。
- 庭球場は、クレーコートから砂入り人工芝に改修し、照明設備をLED電球とする。
- 排球場などは解体し、芝生広場や親水施設とする。

## 施設

### 運動施設
- 野球場 - 宇都宮市宮原運動公園野球場を参照
- 庭球場 - 再整備工事で砂入り人工芝へ機能向上
- 排球場 - 再整備工事に伴い廃止
- 弓道場 - 再整備工事に伴い廃止
- 管理事務所 - 再整備工事により更衣室やシャワー設備を追加

### 公園施設
- 再整備工事によって新設されたもの
  - 芝生広場（複合遊具、健康遊具を設置）[5]
  - 防災バーゴラ
  - かまどベンチ[5]
  - 親水施設（噴水）[5]

## 年表
- 1961年（昭和36年） 開園[1]
- 2021年（令和3年）
  - 4月1日 庭球場仮オープン
  - 6月 休憩スペースオープン
  - 10月 庭球場北側駐車場オープン
  - 11月 芝生の遊具広場オープン[5]。整備費は約1億9600万円[5]。
- 2024年（令和6年） 宮原運動公園再整備工事完成予定

## 交通アクセス
- 鉄道
  - 東武宇都宮線江曽島駅より徒歩約15分
- バス
  - JR宇都宮駅より関東自動車のがんセンター経由江曽島（西川田東）行で「県立がんセンター」または「市営球場入口」下車徒歩約10分